# Карапузов, Владислав Александрович
Владислав Александрович Карапузов (род. 6 января 2000, Норильск, Красноярский край) — российский футболист, полузащитник «Пари Нижний Новгород».

## Биография
Вскоре после его рождения семья переехала в Москву. Мать — мастер спорта по синхронному плаванию, поэтому в детстве занимался плаванием. В пять лет был зачислен в Академию ФК «Локомотив» Москва, первым тренером был Сергей Клочков.
Вначале играл нападающим, при переходе на большое поле стал выступать на позиции флангового полузащитника. Двукратный победитель первенства Москвы. В 2015 и 2016 годах — «игрок года» в Академии ФК «Локомотив».
В молодёжной команде «Локомотива» дебютировал 21 июля 2017 года в гостевой игре с ЦСКА (3:2). Всего в молодёжном первенстве сыграл 26 игр, забил три гола. 27 мая 2018 дебютировал в ПФЛ в матче «Локомотив-Казанка» — «Знамя Труда» (2:1). В Юношеской лиге УЕФА 2018/19 в семи матчах забил один гол. По окончании сезона был на просмотре в испанской «Валенсии», но контракт не подписал. 28 августа 2019 перешёл в московское «Динамо». В чемпионате России дебютировал 27 июня 2020 года: в домашнем матче против ЦСКА (0:0) вышел в стартовом составе, был заменён Раушем на 58-й минуте.
21 февраля 2021 года был отдан в аренду до лета в клуб «Тамбов». 
24 июля 2021 перешёл на правах аренды в грозненский «Ахмат», до конца сезона 2021/22, 8 сентября 2022 года снова был арендован «Ахматом».
2 августа 2023 года перешёл в «Пари Нижний Новгород» на правах аренды до конца сезона 2023/24 с правом выкупа. 15 мая 2024 года клуб выкупил трансфер Карапузова у московского «Динамо» и заключил с ним трёхлетний контракт.

### Карьера в сборной
С 2015 года выступал за юношеские сборные. Участник отборочного турнира чемпионата Европы 2017 (до 17 лет) и отборочного турнира чемпионата Европы 2019 (до 19 лет).